# プンゲニン
プンゲニン(Pungenin)は、コロラドトウヒ(Picea pungens)の針葉に含まれるフェノール化合物である。3,4-ジヒドロキシアセトフェノンのグルコシドである。

## 化学生態学
この物質は、トウヒノシントメハマキの幼虫に対する摂食抑制物質として働く。